# 佐野直史
さのなおし（1975年9月4日 - ）は、日本の実業家、新時代グループ創業者、ブラジルでプレーした元プロサッカー選手、株式会社ファッズ、株式会社佐野ワールドフードプラン代表取締役社長。書道アーティスト。
岐阜県各務原市出身、岐阜県立岐阜工業高等学校卒業。身長174cm、血液型AB型。

## 概要
高校卒業後、ブラジルに渡り、プロサッカークラブでプレー。25歳で引退し、日本に帰国。
引退後、セカンドキャリアで経営者に転向し、年商280億、総店舗数200を越える飲食グループ「新時代」を築く。伝串の開発者。
若者のサッカー人口普及のため2022年からU-12全国少年サッカー大会「さのなおし杯」を設立、代表運営を務める。参加チームは300組、全国24会場で予選大会のもと24チームが決勝大会に進出し、日本一を決める。

## 受賞・栄誉
- 全国高等学校サッカー選手権大会（冬の高校サッカー全国大会）出場 - 1991年・1993年[6]
- 全国高校サッカーインターハイ（総体）出場 - 1993年[7]
- サッカー高校クラブ選手権（中京TV杯）全国準優勝 - 1992年[7]
- 外食アワード2023《外食事業者部門》受賞 - 2023年、個人に対する授与[8]

## 経歴
1975年（昭和50年）9月4日生まれ、岐阜県各務原市出身。岐阜県各務原市立鵜沼第一小学校、岐阜県各務原市立鵜沼中学校を卒業。
会社経営者で日本空手協会の空手家の父親の長男として誕生。佐野家の格言は「喧嘩でも何でもいいから1番になれ」「嘘はつくな」「弱い者には手を出すな」だった。
1984年（昭和59年）小学校2年、8才で漫画「キャプテン翼」に憧れてサッカーを始める。翌年、主将として岐阜県東部リーグ優勝。プロ選手を目指すためサッカークラブに所属し、サッカー漬けの毎日を送る。1986年（昭和61年）11才で岐阜県選抜に選ばれるなど活躍し、1987年（昭和62年）12才で年間最優秀選手賞、年間ベストイレブンを受賞。中学時代はキャプテンとして県大会3位に導く。1990年（平成2年）15才で2度目の年間最優秀選手賞、年間ベストイレブンを受賞した。
Jリーグ開幕（1993年）の2年前の1991年（平成3年）岐阜県立岐阜工業高等学校に進学。入学早々、セレッソ大阪の前身にあたるサッカークラブ・ヤンマーディーゼルの入団テストを受験。最終試験まで通過したものの19歳と年齢を偽っていたため不合格となるも自身の実力に手ごたえを感じ、海外にトライしようと決意する 。その後、サッカー部に入部したさのなおしはインターハイ（1991・1993年）、全国高等学校サッカー選手権大会（1991・1993年）に出場。
高校卒業後の1994年（平成6年）3月、三浦知良（カズ）の父を伝手にサッカー王国・ブラジルへ単身留学。カズの父から直接に「ブラジルでプロになれるのは100万人にひとりの確率だぞ」と発破をかけられ「絶対にプロになろう」と決意した。

### プロサッカー選手時代
高校卒業後、サンパウロ州のプロサッカーチームアメリカFC (サンパウロ州)に練習生として合流し、1995年（平成6年）プロ契約を交わす。同年、同州のCAヴォトゥポランゲンセにプロとして移籍。1996年（平成7年）サンタカタリーナ州のジョインヴィレECにプロとして移籍。1997年（平成9年）サンパウロ州のプロクラブに移籍。1998年（平成10年）大ケガを負い、翌シーズンも完治せず引退を決意、1999年（平成11年）日本に帰国する。5年間で4チームに在籍。海外で活躍する日本人サッカー選手の先駆けとなった。

### 引退後
帰国後、実家の家業である建築会社の跡取りとして入社するもののブラジル時代に感じた飲食の魅力に取り付かれ、2002年、常連客として通っていた、飲食大手の扇屋コーポレーション（現在のヴィア・ホールディングス）が運営する居酒屋に就職し、ゼロから飲食経営を決意する。独立を前提に働きたいと、最初から「店長をやりたい」と毎日人事に食い下がった結果、2週間で店長に抜擢される。当時、その居酒屋はグループ全体で100店舗ほどあったが、さのなおしが店長をした店は半年で売り上げ1位となり、グループに勤めた4年間で社内のNo.2である営業本部長にまで出世する。
2006年（平成18年）4年間でグループ店舗を350店舗までに大きく拡大させた経験を基に愛知県で独立。セカンドキャリアとして株式会社ファッズ ワールドフードプラン（愛知県小牧市）を設立、代表取締役社長に就任、同年9月、飲食店1号店を愛知県高浜市に出店。2008年（平成20年）株式会社ファッズ（愛知県安城市）に社名変更。
2010年（平成22年）オリジナルブランド『新時代』として愛知県で居酒屋1号店をオープン。ビール1杯190円、鶏皮を揚げた名物の「伝串（でんぐし）」が1本50円と、「本物の素材」と「生活価格」をウリにする。以後100店舗開業へと展開させる。ほか「新時代44」「鳥ぶら」「とんぺら屋」「スコンター」などオリジナルブランドの店舗展開。
2017年（平成29年）東京進出を果たし、地道に店を増やすが、2020年（令和2年）日本中を新型コロナウイルス感染が襲う。周囲の飲食店は時短や休業を余儀するなかさのなおしは通常営業を貫いた。2021年（令和3年）2月13日、新型コロナウイルス感染症拡大防止の観点から改正特措法（新型インフルエンザ等対策特別措置法）が施行。緊急事態宣言下で要請された時短や休業に応じない場合、行政罰として過料を徴収できるようになった。さのなおしの店は新法第1号として時短命令拒否を理由にコロナ罰則金を支払うことになった。さのなおし自ら自分の人生と同じく1本、筋を通す経営者としてメディアに露出された。
2022年（令和4年）7月31日、飲食店100号店を出店。同年、株式会社佐野ワールドフードプランを創業。「食を通して世に貢献し私たち社員そして私たちに関わる全ての人が幸せになることを目指す」を経営理念とし、飲食店1000店舗を目指している。
2022年（令和4年）U-12全国少年サッカー大会「新時代カップ」を自費で開催。全国各地から108チームがエントリーし、半年間にわたる予選大会と決勝大会を代表運営。（2023年から「さのなおし杯」に改名、2024年は300チームがエントリー）。3組のクラブチームオーナーをして将来はJリーグ入りを夢見る。
2023年（令和5年）9月8日、恩師のカズ（三浦知良）父・納谷宣雄が他界。さのなおし自信のInstagramに生前の写真と「納谷さん。先日は元気だったのに。今日(2023年9月8日)、天国に旅立たれました。30年前、僕をブラジルに連れてってくれてありがとう。」とメッセージを投稿した。
2023年（令和5年）12月、外食産業に影響を与えた人物に贈られる「外食アワード2023」《外食事業者部門》を授与。過去の受賞者に原田泳幸、横川竟、粟田貴也、大倉忠司があげられる
2024年（令和6年）7月14日、JFL第16節 アトレチコ鈴鹿 vs ヴェルスパ大分の公式試合直前セレモニーに参加。さのなおし自身のキックインで試合が開始された。
2024年（令和6年）9月1日、J3リーグいわてグルージャ盛岡20周年企画『スペシャルドリームマッチ』で選抜ドリームチームのFWとして出場。元ブラジル1部リーグプロサッカー選手として2本のシュートを放った。
2024年(令和6年）11月、さのなおし直史は公式的な活動において「さのなおし」とひらがなで活動を開始。
世界中の人にさのなおしを知ってもらいファンになってほしいという想いがある。それに伴い、さのなおしロゴを作成。ロゴにはさのなおしにかかわりの深い「ブラジルカラー」×「サッカー」×「伝串」がデザインに組み込まれている。このさのなおしロゴはさのなおしがトップパートナーを務めるアトレチコ鈴鹿クラブの2025シーズンのユニフォームの胸部分に入ることが決定。個人名のロゴが入ることはサッカー界初のことでサッカー界がざわついた。
2025年(令和7年）2月26日さのなおしがアトレチコ鈴鹿クラブのキックオフパーティ―に招待され、スポンサー代表として約200人のメディアやサッカー関係者の前で選手たちに熱い祝辞を送った。この会にてさのなおしロゴの入ったユニフォームが公式的に発表され、会場中の関係者に注目された。
現在はグループ全体で年商280億円、200店を運営する。

## 人物

### サッカーについて
- 小学6年で岐阜県選抜チームのメンバーとして読売サッカークラブ（現在の東京ヴェルディ1969）と対戦してブラジル流サッカーに憧れることになった[2]。
- 特技は英語とポルトガル語。現役時代はペラペラだったが、現在はヒアリング専門。過去に何度か通訳をこなしたときは専門用語が出てくると危なかった[2]。
- ブラジルでのプロサッカー選手時代、日本から当時アルシンド、ビスマルクらが所属していたヴェルディ川崎（現・東京ヴェルディ）が遠征で来て練習試合を行い、3対0で勝利した[1]。
- プロサッカー選手時代、スラム街出身のチームメイトの家に招かれた際、食のありがたみ、自分がいかに恵まれた環境に生きていたのかに気づかされ、ハングリー精神を学ぶとともに飲食業に魅力を感じ、「いつかブラジルに出店して恩返ししたい」[注釈 3]と考えている[1]。
- 日本に戻った後、多くのサッカー関係者から「復帰してJリーグ選手にならないか？」「Jリーグで監督、もしくはコーチ」「スカウトとしてプロサッカー選手を発掘」など[2]のオファーがあったが、ブラジルでサッカー人生を全う、完全燃焼した思いから誘いを全て断った[1]。
- 2024年、元日本代表が集う「スペシャルドリームマッチ」に出場。48才ながら都築龍太、田中隼磨、坪井慶介、波戸康広、太田宏介、福西崇史、鈴木啓太、小林大悟、山岸智、本山雅志、松井大輔、李忠成、鈴木隆行、佐藤寿人、播戸竜二らとプレイした。ブラジル仕込みの技術とドリブルで2本のシュートを放ち、会場を沸かせた。さのなおしは「ブラジル１部リーグ元プロサッカー選手」のSPECIAL枠として出場[15]。

### その他
- 身長174cm、血液型AB型[2]。
- 資格は「小型船舶操縦士」「車両系建設機械運転者」所有する[2]。
- 愛読書は松下幸之助「心をひらく」、稲盛和夫「生き方」「心を高める、経営を伸ばす」、高塚猛「ならば私が黒字にしよう」。影響を受けた人物はこの3人とインタビューで答えている[2]。
- 書道は過去に「長良川天神書道展・奨励賞」を受賞。書家の顔も持ち、「新時代」のグラスの文字や、壁の文字、社旗など、全てさのなおし自身が書いている。もともと壁にぶつかると書道をして乗り越えたことが発端。起業してからは社員のために書き溜めた。社員もきっと同じ壁にぶつかるから、その時に参考にしてほしい。その思いから各店舗に貼るようになった。 まだ店が2～3店舗しかない頃、壁に貼った文字を客が見て「これいいね」と言ってくれたことから、それ以降全店舗でさのなおしの直筆が貼られるようになった[2]。
- 休みの日は、全国各地に行って観光地以外の、日常の街、歴史的な場所に溶け込むこと、色々なスーパーマーケットを巡る[2]。
- 幼少期は、山や川に虫を取りに行ったり、庭の池で飼っていた錦鯉に餌をあげたり、書道をするのが楽しみな青年だった[2]。
- 祖父、祖母、父、母、妹の6人家族のなかで育つ。厳格な家庭で、風呂、食事は祖父から、食事は畳に正座をして一言も喋らず黙って食べるなどの決まりがあった。祖父は金沢駅など歴史的建造物の設計を担う建築家だった[2]。
- 日本帰国後、安定したサラリーマン生活を過ごしていたさのなおしは毎晩、地元の居酒屋に飲み歩いていた。そこで『ありがとう！』と客から言われる店員を見て、『俺もそっち側に行きたいかな』と稲妻が走り、飲食業界に踏み込むこもうと決意した[1]。初めての就職面接では金髪、ジャージ姿だった。プロの経歴を隠して受けた面接では、面接官3人のうち2人は即不採用と考えていたが、1人だけは「ひょっとして化けるかもしれない」と採用したという[7]。
- 好きな音楽はX JAPAN。中学から好きになり、プロサッカー選手時代は試合前に聞いていた。特にYOSHIKIの生き方に共鳴する。今でも移動中の車内で聞いてモチベーションやテンションが上げて戦闘モードにギアチェンジするとインタビューで話している[2]。

## ビジネス哲学
- マネジメントで大切にしていることは「人は楽しいところに集まる」。単なる店づくりだけで留まらず、会社というチームを作る上でも大切な価値観である[2]。
- ファッズの経営理念「食を通して世に貢献し、私たち社員、そして私たちに関わる全ての人が幸せになる事を目指す。」現在さのなおしは「1000の街を元気にする」ことを目指し、店舗を出店していくことで食を通して社会貢献をしようとしている。（店舗を出すことで、お客様の明日への活力、雇用、消費、犯罪防止、納税の５つの社会貢献に繋がっている。）
- 社名の「PHAD'S」はさのなおしの理念[18]として掲げる5つの頭文字から名付けた。Partner（仲間）、Heart（心）、Agora（今）[注釈 4]、Dream（夢）、サノイズム（プロ意識）[6]。
- ファッズの行動指針「挨拶：挨拶をもって道を開き」「感謝：感謝をもって道を整え」「清掃：清掃をもって永代引き継ぐ」
- 200店舗になった今でも、毎朝全店舗の業績確認をするなどP/Lに精通して経営戦略を練っている。コンセプト設計、立地選定、物件取得、店舗デザイン、商品開発、レシピ管理、メニュー表製作、育成プログラム等全てを手掛けている[6]。
- どんなに忙しくても必ず店舗のオープンには訪れ、店舗の士気を上げる。オープン以外でも毎日どこかの店舗に顔を出し、改善点やいいところをその場で全店に共有。改善点などがあればすぐに新しいオペレーションを導入し、次の日には全店新しいオペレーションとなるアゴーラ（今動け自分が動け今動かぬは先も動かぬ）を大事にしている。
- 扇屋コーポレーションの居酒屋では、いきなり店長になった（前述）ものの無知過ぎてアルバイトの店員に教わった。営業後、寝る時間を削って飲食関係や業界の本を読みつぶし勉強する。サッカー時代に辛かったとき支えくれた言葉は、父の『なんでもいいから一番になれ』。その言葉を何度も言い聞かせながら何でも吸収した。並行して独立に必要なマネジメントを学んだ。店舗運営の面では、サッカー経験がマネージメントに役立ったという。例えばモチベーションを上げるため会社に黙ってMVP賞を作ってアルバイトの指揮を高めた。店長を卒業してマネジャー職になってもサッカー理論を組み合わせながら[要出典]、誰に店舗の立ち上げをやらせるか、この地区では誰が適任か、采配と戦略と勝負勘[要出典]を組み合わせながらデータ化[要出典]。350店舗にグループ店が拡大する流れと人材術を実践で学んだ[1]。

## 創業・プロデュース
- 居酒屋 新時代[6]
- 居酒屋 新時代４４（よんよん）[6]
- 居酒屋 とんぺら屋[6]
- タイ王国商務省認定レストラン スコンター[6]
- 韓国料理 ネスタル[6]
- 生串打ち 塩焼鳥 鳥ぶら[6]

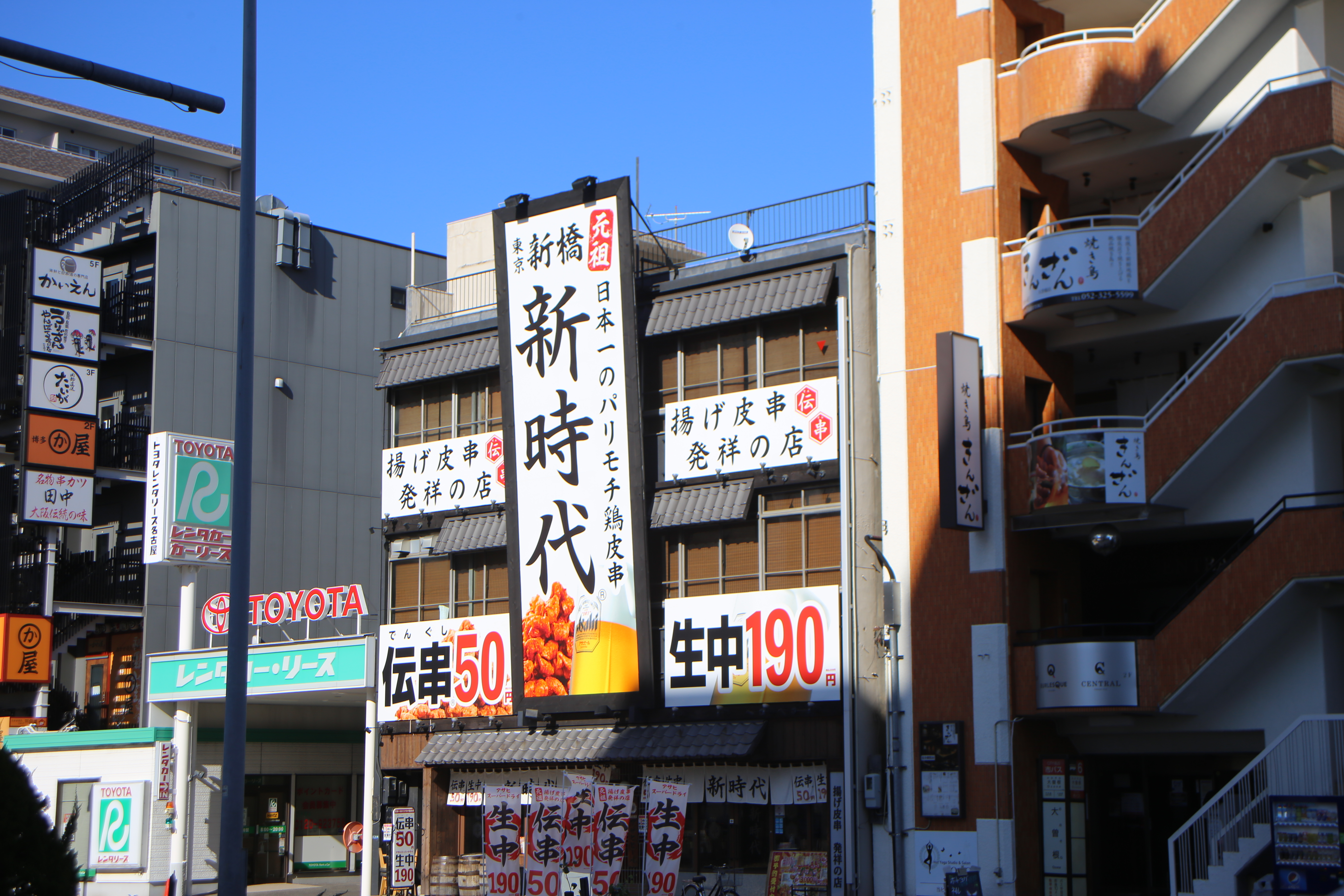
新時代
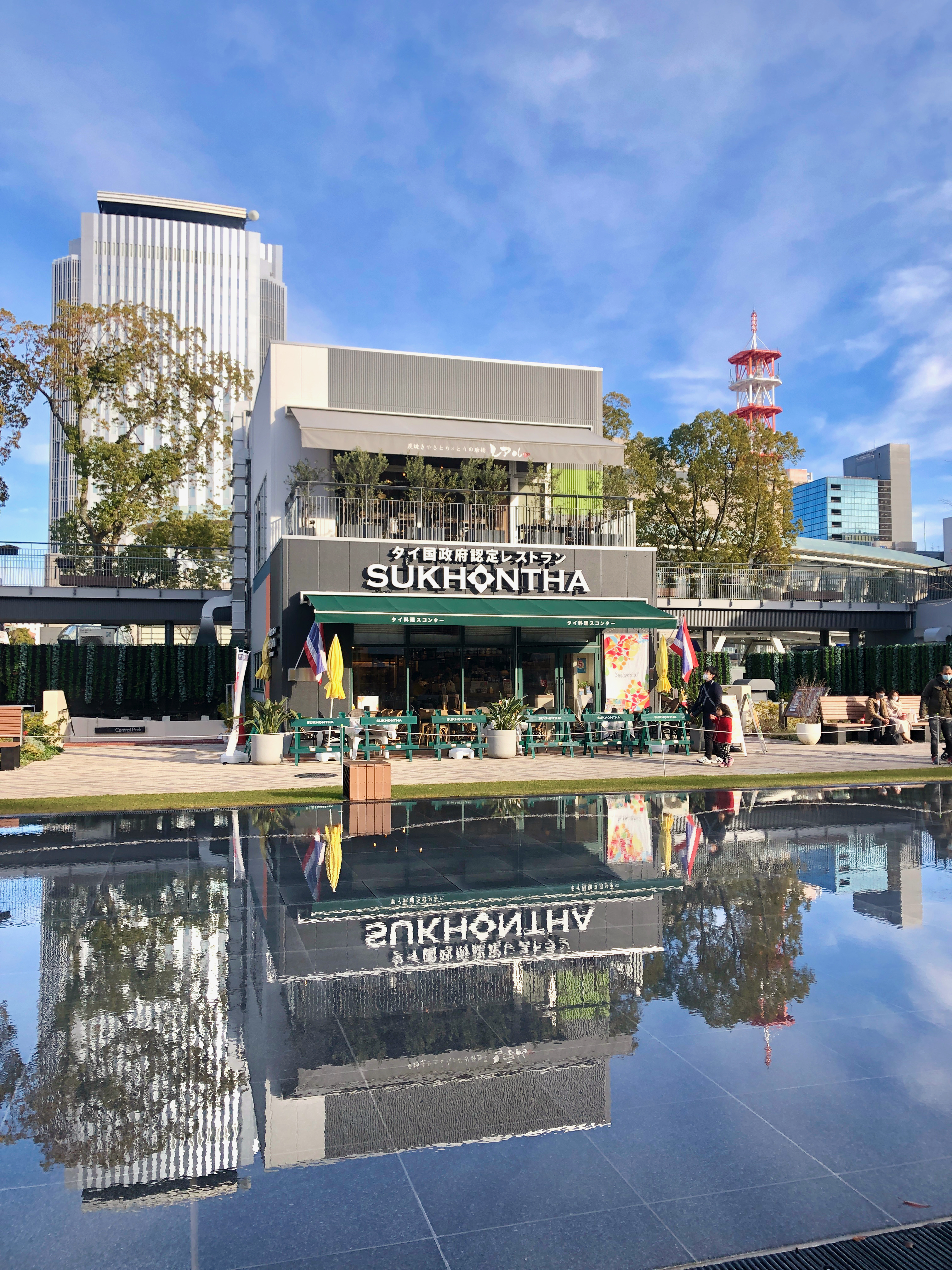
スコンター
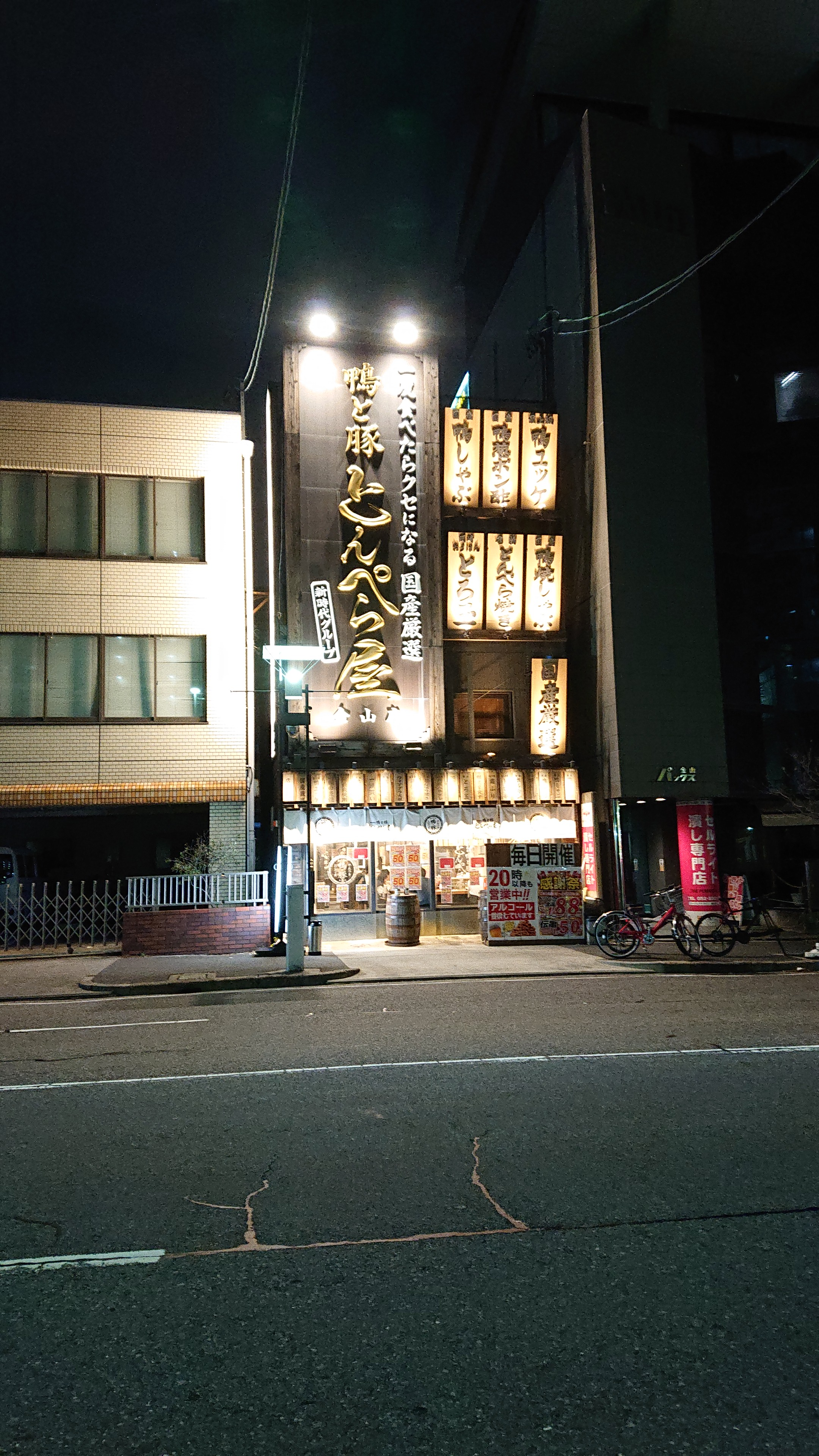
とんぺら屋

## 出演

### テレビ
- 『グッド!モーニング』（テレビ朝日）[19]　 ※ https://youtube.com/D0SlQ3zCEwA

### 新聞
- Diário de Votuporanga[7]

### 雑誌
- 『飲食店経営』（飲食店経営編集部）- 特集「プロサッカー選手からセカンドキャリアで新時代を創造」 表紙[7]
- 『リベラルタイム』（リベラルタイム出版社）- 「アフターコロナ・外食の生き残り戦略」[7]